# Саффрон, Эйб
Абрахам (Эйб) Гилберт Саффрон (англ. Abraham (Abe) Gilbert Saffron; 6 октября 1919, Аннандейл, Сидней, Австралия — 15 сентября 2006, Сидней, Австралия) — австралийский предприниматель (застройщик, отельер и владелец ночного клуба), считался одной из главных фигур организованной преступности в Австралии во второй половине XX века.
В течение нескольких десятилетий члены правительства, судебные органы и СМИ неоднократно заявляли, что Саффрон был вовлечён в широкий спектр преступных действий, включая незаконную продажу алкоголя, торговлю краденым, незаконные азартные игры, проституция, наркобизнес, взяточничество и вымогательство. Ему было предъявлено обвинение в совершении ряда преступлений, включая «недопустимое поведение», хранение нелицензионного огнестрельного оружия и хранение краденных товаров, но единственное судебное обвинение в адрес Саффрона было в уклонении от федеральных налогов, в результате которого он в 1988 году был осуждён на 17 месяцев тюремного заключения.
Саффрон получил общенациональную известность в СМИ, заработав различные прозвища, включая «Мистер Грех», «Мистер Большой австралийский криминал» и «Босс Креста» (отсылка к району красных фонарей на Кингс-Кросс, где он владел многочисленными бизнесами). Утверждается, что он был замешан в подкупе политиков и полицейских. Саффрон всегда решительно отрицал такие обвинения и был известен тем, что всегда был готов подать в суд за клевету против своих обвинителей.

## Ранний период жизни
Саффрон родился в 1919 году в сиднейском пригороде Аннандейле в семье русско-еврейского происхождения. Учился в начальных школах Аннандейла и Лейхардта и в престижной средней школе Форт-стрит, в которой учились такие известные люди как преступник Фредерик Чарльз Андерсоном, Джон Керр, генерал-губернатор Австралии, Невилл Ран, бывший премьер-министр штата Новый Южный Уэльс. Хотя его мать надеялась, что сын станет врачом, Саффрон бросил школу в 15 лет и начал свою деловую карьеру в семейной фирме Saffron & Son в 1935 году. Во время Второй мировой войны служил в армии и военно-морском флоте и достиг звания капрала, прежде чем его уволили 4 января 1944 года. Затем служил в торговом флоте с января по июнь 1944 года.

## Карьера
Уйдя с флота, Саффрон стал работать в сиднейском ночном клубе The Roosevelt Club, принадлежавшем известному ресторатору Сэмми Ли, позднее обвинённого в нелегальной торговле алкоголем. Утверждается, что Эйб начал свою преступную карьеру именно участвуя в незаконной, но прибыльной продаже алкоголя в The Roosevelt Club. В то время клубы и пабы Нового Южного Уэльса подчинялись строгим законам о лицензировании, которые ограничивали время торговли и регулировали цены на алкоголь и условия продажи. Когда Саффрон начал работать на Сэмми Ли, продажи алкоголя также регулировались нормами военного времени. Затем Саффрон переехал в Ньюкасл, где некоторое время работал букмекером, но, как сообщалось, успеха на этом поприще не добился. Позднее, отвечая на вопрос Королевской комиссии о том, как он получил значительную сумму (3000 фунтов стерлингов), благодаря которой купил свою первую лицензию на паб в Ньюкасле, он заявил, что это были его сбережения, которые он накопил в результате своей букмекерской деятельности.
В 1948 году Саффрон вернулся в Сидней и приобрёл лицензии на ряд пабов в Сиднее. Позже утверждалось, что он также через «фиктивных» владельцев купил ещё несколько пабов. Королевская комиссия Максвелла 1954 года выслушала свидетельства того, что Саффрон использовал пабы с лицензиями для того, чтобы законно приобретать алкоголь, часть которого позже перепродавал по ценам чёрного рынка через ночные клубы и другие предприятия, которые он управлял, получая огромные прибыли.
К 1960-м годам Шафран владел или управлял рядом ночных клубов, стриптиз-клубов и секс-шопов в сиднейском районе Кингс-Кросс, прославленного своими развлекательными заведениями, в том числе сиднейским клубом Les Girls, известного своим шоу трансвеститов. В течение этого периода он начал расширять свои бизнес-операции и приобретать предприятия в других штатах, такие как Raffles Hotel в Перте, что побудило правительства нескольких штатов начать расследование его деятельности.
Австралийская федеральная полиция утверждала, что в 1969 году Саффрон встречался с чикагским гангстером Джозефом Теста, когда тот находился в Австралии.

## Исчезновение Хуаниты Нильсен
Одним из наиболее спорных инцидентов в карьере Саффрона была его причастность к исчезновению и предполагаемому убийству 37-летней издательницы газеты NOW Хуаниты Нильсен в июле 1975 года. Нильсен была известна как активный участник кампании против строительства жилого комплекса на Виктории-Стрит, одном из самых красивых бульваров Сиднея. Хотя прямой связи с преступлением не было установлено, было доказано, что Саффрон был связан с людьми, подозреваемыми в причастности к исчезновению Нильсен. Саффрон владел ночным клубом Carousel в Кингс-Кросс, где Нильсен последний раз видели живой; клубом управлял Джеймс Маккартни Андерсон, давний помощник и партнёр Эйба; одним из мужчин, позже осуждённых за сговор с целью похитить Нильсен, был Эдди Тригг, ночной управляющий клуба Carousel. Также сообщалось, что у Саффрона были финансовые и дружеские связи с застройщиком Фрэнком Тиманом, против которого Нильсен вела кампанию.
Сын Эйба, Алан Саффрон уже после смерти отца рассказал, что к его отцу обращались с просьбой помочь убить Нильсен, но тот отказался. По словам Алана ответственность за похищение и убийство Хуаниты Нильсен несёт один из бизнес-партнёров покойного Эйба Саффрона.

## Пожар в Сиднейском луна-парке
В ночь на 9 июня 1979 года в Сиднейском луна-парке загорелся аттракцион «Поезд-Призрак». Неадекватные меры пожаротушения и нехватка персонала привели к тому, что пожар полностью уничтожил аттракцион, который был построен в 1931 году. В результате пожара погибли шесть детей и один взрослый. Первоначально причиной возгорания считалась неисправная проводка, но также рассматривалась версия поджога неизвестными лицами. Коронеру, проводившему расследование, не удалось установить точную причину пожара. Дело было возобновлено в 1987 году. Новых доказательств представлено не было, но было установлено, что полицейское расследование инцидента было неадекватным, а расследование коронера было признано неэффективным.
В мае 2007 года газета Sydney Morning Herald опубликовала статью о предполагаемой причастности Саффрона к печально известному пожару «Поезда-Призрака» в Луна-парке в Сиднее в 1979 году, во время которого погибло семь человек. В интервью журналистке Кейт МакКлимонт племянница Эйба Энн Бакингем связала дядю с пожаром, заявив, что он намеревался купить Луна-парк.
Во время пожара луна-парк арендовали сиднейские бизнесмены Натан Спатт и Леон Финк, но только на еженедельной основе. Они два года пытались получить парк в долгосрочную аренду для проведения улучшений, но тогдашнее правительство штата во главе с Невиллом Раном отказывалось пойти им навстречу. В газете также утверждалось, что тогдашний глава лейбористов Нового Южного Уэльса Джон Дакер отказал Финку в поддержке, потому что бизнесмен мало жертвовал Лейбористской партии. После пожара парк был закрыт на реконструкцию и вновь открыт в августе 1982 года, после того как тендер на 30-летний срок аренды выиграла компания Harbourside Amusements Pty Ltd, якобы, связанная с Саффроном. В 1987 году Комиссия по корпоративным делам провела расследование, по итогам которого был сделан вывод о том, что хотя кузены и племянник Саффрона были причастны к компании Harbourside, но найти доказательств того, что Саффрон действительно владел луна-парком не удалось.
В течение двух лет после пожара в луна-парке было семь других пожаров, которые, как считается, были связаны с Саффроном. Коронер Нового Южного Уэльса Невилл Уолш рекомендовал, чтобы Саффрон и его помощник Тодор Максимович были обвинены в заговоре с целью поджога и мошенничества. Однако никаких обвинений предъявлено не было. В 1986 году министр полиции попросил Национальное управление расследовать предполагаемую причастность Саффрона к пожарам, а также мошенничество, взяточничество и коррупцию сотрудников полиции и поставку запрещенных наркотиков. Расследование продолжалось 17 месяцев и отчёт о нём, представленный в парламент в 1989 году, показал, что через месяц после пожара «Поезда-призрака» был уничтожен пожаром Клуб рыболовов в Гнезде Вороны. Ходили слухи, что Саффрон владел клубом вместе с адвокатом Морганом Райаном.

## Новые разоблачения
В 1980-х годах журналист-расследователь Дэвид Хики опубликовал книгу The Prince and The Premier, в которой целая глава была посвящена подробному описанию предполагаемого участия Саффрона во многих аспектах организованной преступности в Сиднее. Центральный тезис книги состоял в том, что бывший премьер-министр Нового Южного Уэльса Роберт Аскин был коррумпирован, что Аскин и комиссары полиции штата Норман Аллан и Фред Хэнсон в течение многих лет получали огромные взятки от нелегальной игровой индустрии, и что Аскин и другие высокопоставленные государственные чиновники способствовали развитию организованной преступности в Новом Южном Уэльсе.
Используя только материалы, которые уже находились в открытом доступе, полученные из отчётов королевских комиссий, и утверждений, сделанных политиками под парламентской привилегией, Хики посвятил целый раздел своей книги деловой деятельности Саффрона. Так, он приводит подробные свидетельства, представленные Королевской комиссией Максвелла 1954 года в отношении торговли спиртными напитками в штате Новый Южный Уэльс, которая пришла к выводу, что Саффрон тайно установил контроль над многими пабами Нового Южного Уэльса с целью снабжения своих нелицензионных заведений легально приобретённым алкоголем, и что он систематически делал ложные заявления в Комиссии и Лицензионном суде штата Новый Южный Уэльс.
В 1991 году вышла новое, пересмотренное издание знаменитой книги Альфреда Маккоя The Politics of Heroin, посвящённой участию ЦРУ в торговле наркотиками. В главе, в которой описывается деятельность австралийского банка Nugan Hand Bank, упоминается, что Аскин и Саффрон регулярно ужинали вместе в баре-ресторане Bourbon and Beefsteak, принадлежащем австралийскому бизнесмену американского происхождения Берни Хоутону, известному своими связями с ЦРУ.
В течение почти 40 лет полиция штата Новый Южный Уэльс не могла добиться какого-либо существенного обвинительного приговора в отношении Саффрона, что лишь усилило обеспокоенность общественности по поводу его предполагаемого влияния на полицию и чиновников, но после создания в 1984 году Национального ведомства по борьбе с преступностью (англ. National Crime Authority; ныне Австралийская комиссия по преступности) он стал главной мишенью для нового федерального следственного органа.

## Уклонение от уплаты налогов
В ноябре 1987 года, после тщательного расследования со стороны Национального ведомства по борьбе с преступностью и Австралийского налогового управления, Саффрон был признан виновным в уклонении от уплаты налогов. Его осуждение во многом стало возможным благодаря доказательствам, предоставленным бывшим соратником Эйба Джимом Андерсоном, который свидетельствовал, что клубы Саффрона с целью уклонения от уплаты налогов фальсифицировали бухгалтерскую документацию, ведя двойную бухгалтерию: один набор так называемых «чёрных» книг, в которых записывался фактический оборот, делали для себя, а другой набор, «белый», специально готовили для налогового управления.
Несмотря на несколько судебных апелляций, Саффрон отсидел 17 месяцев в тюрьме.
Саффрон возбудил ряд широко разрекламированных дел о диффамации против различных СМИ; дело против The Sydney Morning Herald он проиграл, но впоследствии добился успеха в судебных исках против авторов, издателей и распространителей книги Tough: 101 Australian Gangsters, которые включили его в список австралийских гангстеров, назвав криминальным боссом, и издателей The Gold Coast Bulletin, в котором содержалась «клеветническая», по мнению Саффрона, ответ на вопрос кроссворда.

## Личная жизнь
Эйб Саффрон был женат на Дорин, которая родила ему сына Алана. Также у Саффрона были любовницы, одна из которых, Рита Хагенфельдс, родила от него дочь Мелиссу. У Саффрона было восемь внуков, включая пятерых детей Алана.
9 октября 2011 года стало известно, что Эйб также имел ещё одного сына, Адама Брэнда.

## Смерть
Последние годы своей жизни Эйб Саффрон провёл в сиднейском районе Поттс-Пойнт. Он скончался 15 сентября 2006 года в сиднейской больнице St. Vincent’s Hospital в возрасте 86 лет. Саффрон был похоронен рядом со своей женой Дорин на Руквудском кладбище в Сиднее.

## Наследие
В ноябре 2006 года Sydney Daily Telegraph сообщила, что сын Саффрона, Алан, получит только 500 000 долларов из имущества своего отца, исчисляемого десятками миллионов долларов. В статье приводились различные оценки стоимости недвижимости Саффрона-старшего, которые варьировались от 30 млн до 140 млн долларов. В статье сообщалось, что восемь внуков Эйба получат по 1 миллиону долларов, любовница Эйба Тереза Ткачик получит пожизненный годовой доход в размере 1000 долларов в неделю, а также две квартиры. Мелисса Хагенфельдс (дочь Саффрона от бывшей любовницы Риты Хагенфельдс) также получила ежегодный аннуитет в размере 1000 долларов и две квартиры. Также аннуитеты получат и другие близкие Саффрона, в том числе Рита Хагенфельдс и сестра Терезы Ткачик Урсула, которая долгое время помогала управлять штаб-квартирой Саффрона. Другие положения завещания включали в себя выделение до 10 млн долларов различным благотворительным организациям. Предполагается, что доля Саффрона-младшего так мала, потому что он получил часть многомиллионного имущества своей матери, умершей в 2000 году, к тому же отец ранее передавал ему большие суммы. Сам Алан Саффрон оспорил подобное утверждение.

## Память
В августе 2007 года Allen & Unwin опубликовала книгу Mr Sin: The Abe Saffron dossier первую крупную биографию Саффрона, написанную журналистом-расследователем Тони Ривзом, автором биографии знаменитого сиднейского гангстера Ленни Макферсона.
В 2007 году сын Эйба Саффрона Алан, голливудский агент и бывший кинопродюсер, рассказал журналисту Sydney Morning Herald, что «многие из коммерческих предприятий его отца в 1940-х, 50-х, 60-х и 70-х годах были незаконными тогда, но сегодня они легальны». Он заявил, что его отца следует помнить как человека, который «в одиночку создал индустрию развлечений в Австралии […] За 20 лет он привёз в Австралию 108 звёзд, включая Фрэнка Синатру, Сэмми Дэвиса-младшего, Мэтта Монро, всех великих людей дня». Саффрон-младший отрицал причастность отца к наркоторговле, сказав журналистам, что «Он был непреклонно против наркотиков любого рода». Также, Алан отверг прозвище «Мистер Грешник», которым его отца «наградила» пресса, заявив: «Мой отец был грешным человеком, но он не был мистером Грешником». В то же время он подтвердил причастность Саффрона-старшего к коррупции, рассказав, что выплаты шли к самой вершине, включая премьер-министра: «Иногда я складывал деньги в конверт и видел, как мой отец вручил их соответствующему политику».
В июле 2008 года сын Алан Саффрон вернулся в Австралию из США, намереваясь издать мемуары Gentle Satan: Abe Saffron, My Father. Публикация книги широко освещалась в австралийских СМИ. Согласно сообщению Sydney Morning Herald, в книге Алана упоминается, что бывший бизнес-партнёр его отца Джеймс Маккартни Андерсон был главным виновником исчезновения Хуаниты Нильсен. В интервью корреспонденту Лизе Карти Алан Саффрон сказал, что ему угрожали смертью из-за книги, потому что в ней будут названы некоторые из людей, причастных к преступлению, но он не смог назвать всех виновных по юридическим причинам, потому что некоторые из них ещё живы. Согласно статье, все преступники названы в оригинальной рукописи книги, которая в находится в распоряжении издательства Penguin, и что она будет издана только после смерти людей, не названных изначально.
Новая статья, опубликованная на следующий день, содержала утверждение Алана Саффрона о том, что его отец контролировал целый ряд нелегальных отраслей, включая незаконные азартные игры и проституцию, во всех штатах, кроме Тасмании и Северной территории, и что он подкупил «множество политиков и полицейских», которые обеспечивали его защиту от судебного преследования.
Позже в своей карьере Эйб Саффрон, как сообщается, начал отмывать свой огромный нелегальный доход с помощью ссуд, и что покойный медиамагнат Керри Пэкер был среди тех, кто занимал деньги у Саффрона, якобы для покрытия игровых долгов. В книге также утверждается, что Саффран одолжил деньги нескольким другим известным сиднейским бизнесменам, включая Фрэнка Тимана, а также транспортному магнату Питеру Эблесу и магнату недвижимости сэра Полу Страссеру.
Книга Саффрона-младшего придаёт дополнительный вес давним обвинениям в коррупции в отношении бывшего премьера Нового Южного Уэльса Роберта Аскина и комиссара полиции Нормана Аллана. Алан утверждал, что Саффрон-старший выплачивал каждому из них от 5000 до 10 000 долларов в неделю в течение многих лет, что Аскин и Аллан несколько раз посещали офис Саффрона, а Аллан также посещал дом семьи Саффрон и что Эйб Саффрон оплачивал поездки за границу для Аллана и его молодой подруги. Позже, согласно Алану Саффрану, во время премьерства Аскина его отец собирал деньги с лиц, занимающихся нелегальной деятельностью в Сиднее, в том числе организацией проституции и незаконных азартных игр, которые затем передавал Аскину, Аллану и другим.

### Другие источники
- Saffron, Alan. 'Gentle Satan: My Father, Abe Saffron. — Penguin Ringwood, 2008. — 311 p. — ISBN 978-0-7181-0496-2.
- Saffron, Alan. #43 Abe Saffron: The sins of the father, revisited by the son (англ.). The Bridge – Time Out Sydney (2009). Дата обращения: 3 августа 2019. Архивировано из оригинала 21 сентября 2009 года.
- Benjamin, Henry. Abe Saffron: colourful character, proud Jew (англ.). Australian Jewish News (22 сентября 2006). Дата обращения: 3 августа 2019. Архивировано из оригинала 21 сентября 2007 года.
- Hickie, David. The prince and the premier: The story of Perce Galea, Bob Askin and the others who gave organised crime its start in Australia. — Angus & Robertson, 1985. — 536 p. — ISBN 978-0-2071-5153-8.
- Silvester, John & Andrew, Rule. Tough: 101 Australian gangsters: A Crime Companion. — Floradale Productions & Sly Ink, 2002. — 350 p. — ISBN 978-0-9579-1212-0.
- Reeves, Tony. Mr Sin: The Abe Saffron dossier. — 1st Ed.. — Allen & Unwin, 2007. — 312 p. — ISBN 978-1-7417-6246-4.